# Parlamentswahl in Frankreich 1973
Die Parlamentswahl in Frankreich 1973 fand am 4. und 11. März statt; in Polynesien und auf La Réunion fand die Stichwahl am 18. März statt. Gewählt wurden alle 490 Abgeordneten der Nationalversammlung.

## Ergebnis

### France métropolitaine
| Listen                                                                                          | Listen                                                  | 1. Wahlgang | 1. Wahlgang | 1. Wahlgang | 2. Wahlgang | 2. Wahlgang | 2. Wahlgang | Mandate Gesamt |
| Listen                                                                                          | Listen                                                  | Stimmen     | %           | Mandate     | Stimmen     | %           | Mandate     | Mandate Gesamt |
| ----------------------------------------------------------------------------------------------- | ------------------------------------------------------- | ----------- | ----------- | ----------- | ----------- | ----------- | ----------- | -------------- |
|                                                                                                 | Union des démocrates pour la République                 | 5.684.396   | 23,9        | 20          | 6.700.397   | 31,4        | 158         | 178            |
|                                                                                                 | Parti communiste français                               | 5.085.108   | 21,4        | 8           | 4.401.561   | 20,6        | 65          | 73             |
|                                                                                                 | Union de la gauche socialiste et démocrate (PS – MRG) i | 4.559.241   | 19,2        | 1           | 4.722.886   | 22,1        | 88          | 89             |
|                                                                                                 | Mouvement réformateur (CD – CR – PRV – MDSF – Sonstige) | 2.979.781   | 12,5        | –           | 1.305.317   | 6,1         | 27          | 27             |
|                                                                                                 | Républicains indépendants                               | 1.656.191   | 7,0         | 12          | 1.658.060   | 7,8         | 41          | 53             |
|                                                                                                 | Centre démocratie et progrès                            | 883.961     | 3,7         | 6           | 841.576     | 3,9         | 14          | 20             |
|                                                                                                 | Divers majorité                                         | 784.735     | 3,3         | 2           | 673.027     | 3,2         | 7           | 9              |
|                                                                                                 | Extrême gauche                                          | 778.195     | 3,3         | –           | 85.678      | 0,4         | 2           | 2              |
|                                                                                                 | Divers droite                                           | 671.505     | 2,8         | –           | 139.236     | 0,7         | 5           | 5              |
|                                                                                                 | Divers gauche                                           | 668.100     | 2,8         | –           | 823.084     | 3,9         | 17          | 17             |
| Gesamt                                                                                          | Gesamt                                                  | 23.751.213  | 100         | 49          | 21.350.822  | 100         | 424         | 473            |
|                                                                                                 |                                                         |             |             |             |             |             |             |                |
| Ungültige Stimmen                                                                               | Ungültige Stimmen                                       | 538.072     | 2,2         |             | 740.178     | 3,4         |             |                |
| Wähler                                                                                          | Wähler                                                  | 24.289.285  | 81,2        |             | 22.091.000  | 81,8        |             |                |
| Wahlberechtigte                                                                                 | Wahlberechtigte                                         | 29.901.822  |             |             | 27.014.000  |             |             |                |
|                                                                                                 |                                                         |             |             |             |             |             |             |                |
| Quellen: 1. Wahlgang: Amtliche Statistik (Innenministerium) – 2. Wahlgang: vorläufiges Ergebnis |                                                         |             |             |             |             |             |             |                |

### Überseefrankreich
| Gebiet                   | Gebiet                                     | Mandate |
| ------------------------ | ------------------------------------------ | ------- |
| Départements d’outre-mer | Guadeloupe                                 | 3       |
| Départements d’outre-mer | Guyane                                     | 1       |
| Départements d’outre-mer | Martinique                                 | 3       |
| Départements d’outre-mer | La Réunion                                 | 3       |
| Territoires d'outre-mer  | Comores                                    | 2       |
| Territoires d'outre-mer  | Territoire français des Afars et des Issas | 1       |
| Territoires d'outre-mer  | Nouvelle-Calédonie                         | 1       |
| Territoires d'outre-mer  | Polynésie                                  | 1       |
| Territoires d'outre-mer  | Saint-Pierre-et-Miquelon                   | 1       |
| Territoires d'outre-mer  | Wallis-et-Futuna                           | 1       |
| Gesamt                   | Gesamt                                     | 17      |

### Sitze insgesamt
| Gebiet                  | 1. Wahlgang | 2. Wahlgang | Gesamt |
| ----------------------- | ----------- | ----------- | ------ |
| Metropolitan-Frankreich | 49          | 424         | 473    |
| Übersee-Frankreich      | 11          | 6 i.        | 17     |
| Gesamt                  | 60          | 430         | 490    |

## Fraktionen
|                                                                        |                                                             |             |             |             |
| Fraktion                                                               | Fraktion                                                    | Abgeordnete | Abgeordnete | Abgeordnete |
| Fraktion                                                               | Fraktion                                                    | Mitglieder  | Assoziierte | Gesamt      |
|                                                                        | Union des démocrates pour la République (UDR)               | 162         | 21          | 183         |
|                                                                        | Groupe du Parti socialiste et des radicaux de gauche (PSRG) | 100         | 2           | 102         |
|                                                                        | Groupe communiste (COM)                                     | 73          | –           | 73          |
|                                                                        | Fédération nationale des républicains indépendants (FNRI)   | 51          | 4           | 55          |
|                                                                        | Réformateurs démocrates sociaux (RDS) 1                     | 30          | 4           | 34          |
|                                                                        | Union centriste (UC) 1                                      | 30          | –           | 30          |
|                                                                        | Fraktionslose Abgeordnete                                   | –           | –           | 13          |
| Gesamt                                                                 | Gesamt                                                      | Gesamt      | Gesamt      | 490         |
|                                                                        |                                                             |             |             |             |
| Quelle: Journal officiel – Assemblée nationale, Séance du 3 Avril 1973 |                                                             |             |             |             |

- 1 Im Juli 1974: Groupe des réformateurs, des centristes et des démocrates sociaux (RCDS).

## Bibliografie
- Les Élections legislatives de 1973, Ministère de l’intérieur